# Oreobolus obtusangulus
Oreobolus obtusangulus är en halvgräsart som beskrevs av Charles Gaudichaud-Beaupré. Oreobolus obtusangulus ingår i släktet Oreobolus och familjen halvgräs.

## Underarter
Arten delas in i följande underarter:
- O. o. obtusangulus
- O. o. unispicus